# 소프위드 카멜
소프위드 카멜(영어: Sopwith Camel)은 제1차 세계 대전 당시 서부 전선 전투에 도입된 영국의 단좌식 복엽기이다. 항공기 제작사 소프위드에서는 제작한 이 비행기는 짧은 동체와 무겁지만 힘좋은 로터리 엔진 그리고 2개의 동조식 기관총을 가지고 있었다. 조종하기는 다소 어려웠지만, 숙련된 조종사들에게는 비교할 수 없을 정도의 조작성을 제공했다. 최고의 전투기였던 카멜은 전쟁 중 다른 어떤 전투기들보다 많은 1,294대의 격추기록을 세웠다. 전쟁이 끝나갈 무렵 새로 도입된 다른 전투기들과의 공중전에서 다소 열세를 보이게 되자 공대지 임무를 수행하기도 했다.

## 역사
이 전투기는 Spowith Pup의 전투용으로 개발된 비행기이다. Harry Hawker가 1916년 12월 22일에 Brooklands에서 날아올랐다. "Big Pup"으로 알려진 이 비행기는 복엽 형태이고, 혁명이라기보다는 진화가 더 맞는 표현이다. 박스 형태의 동체, 알루미늄으로 만든 엔진, 합판으로 만든 조종석, 천으로 만들어진 가벼운 동체와 날개, 꼬리, 조종사의 시점에 대한 기관총, 프로펠러와 동기환된 기총이 그 진화를 보여준다. 총을 거는 쇠고랑이 툭 튀어나와서 낙타(카멜)이라는 이름이 붙여졌다.
소프위드 펍에 대한 교체로 대신하여 '카멜'프로토 타입은 1916년 12월 22일에 110마력 Clerget 9Z 엔진을 달고 Brooklands에서 Harry Hawker이 탑승하여 첫 비행을 했다."Big Pup"이라고 알려진 이것의 초기 개발은 박스처럼 생긴 동체, 알루미늄으로 만든 엔진 카울링, 조종석에 합판을 두른 패널, 천으로 덮힌 동체와 꼬리, 날개를 가진 복엽기 디자인에 대한 혁명을 가미한 혁신이었다. 2 정의 싱크로나이즈 기어가 추가된 303구경(7.7 mm) 빅커스 기관총은 앞쪽으로 장착되며, 프로펠러 사이로 발사한다. 그 총을 지지하는 지지대 금속이 "혹"을 만든다 하여 이 전투기 이름을 낙타라고 하였다. 그리고 아랫 날개가 가진 날개 각은 윗 날개와는 달리, 날개뿌리에서부터 (윗 날개와의)간격이 줄어드는 특징이 있다.The bottom wing had dihedral but not the top, so that the gap between the wings was less at the tips than at the roots. 대략 5,490대의 전투기가 생산되었다.
삼엽기와는 달리 'Pup(카멜전투기)'를 진행함에 있어, 카멜 전투기는 비행하기 쉬운 비행기로 생각되지 않았다.그 카멜 전투기는 극도의 기동성(장점)과 조종하기 매우 어렵게 엔진과 조종사, 연료탱크(어떨 때는 이 부품이 무게의 90%에 속한다)가 그 비행기 7피트 앞에 위치하고, 로터리 엔진의 강한 자이로스코프 효과 등으로 장단점이 공존하였다.그래서 그 카멜전투기는 훈련 파일럿으로부터 안좋은 평을 받게 되었다. 게다가 그 Clerget 엔진은 특히 믹스쳐 컨트롤이 민감해, 잘못 설정하면 이륙하는 동안 엔진 정지가 발생했다. 많은 추락이 이륙 시 가득찬 연료탱크의 무게중심에 의한 조종실수로 벌어졌다.
수평비행 시, 카멜전투기는 꼬리가 현저하게 무거웠다. 솝위드 삼엽기와는 달리, 카멜전투기는 꼬리날개에 일으켜지는 양력이 부족했고, 그 전투기를 모는 조종사는 저고도에서 수평을 유지하기 위해 조종간을 끊임없이 밀어야했다. 그러나 그 비행기는 높은 고도에선 "손을 (조종간에서)놓은" 비행이 가능하게하는 기능을 가지고 있었다. 한가지를 더해서 스톨은 즉시 스핀으로 이어지는데, 카멜 전투기는 특히 악순환적인 스핀에 대해 언급되었다.

### 서부전선
소프위드 카멜 전투기는 1917년 6월에 Dunkirk와 가까운 제 4 소대 왕립비행대에 들어섰다. 그 다음달에는 제 70소대 왕립비행대가 사용하게 되었다. 다음해 1918년 2월에는 13개의 소대가 카멜의 장비를 모두 갖췄다. 그 당시 카멜은 좋은 기동성과 중무장으로 삼엽기나 sopwith Pup에 비해 최고의 전투기로 공급되었다. 숙련된 전투기조종사의 손에서는 그 당시의 최고의 기동성을 보여주기도 했었다. 그 전투기는 가볍고, 세밀하게 조종할 수 있었다. 그 카멜 전투기는 로터리 엔진의 진동으로 왼쪽으로 기수를 돌리면 오히려 기수가 올라가는 현상을 보여주었다. 하지만 그런 현상은 다른 전투기보다 2배 더 빠른 선회를 보여주었다. 기수를 돌리면 90°왼쪽으로 더 기울여진 기수로 돌아가는 카멜의 조종사들은 그 특징 때문에 270°로 기수를 돌려야 제대로 돌릴수 있었다. 이러한 특징들로 만들어진 민첩성은 제 1차 세계대전 때 아군 비행대로 추천 되기도 하였다. 그 당시의 농담으로 "wooden cross, red cross, and Victoria Cross(나무로 만든 십자가, 빨간 십자가, 승리의 십자가)"가 있었다. 빅커스 사의 S.E.5a와 함께 카멜은 독일의 ALbatros사의 전투기를 공중에서 몰아내는데 성공했다. 소위 William Barker의 소프위드 카멜은 (번호 B6313, 가장 많은 승리를 세운 비행기) 왕립 비행대 역사상 가장 많이 성공한 전투기가 되었다. 1918년 9월 404번의 출격으로 46대의 비행기를 격추시켰다.(공중 - 공중 전투는 1대 격추하기도 어렵습니다). 그것은 1918년 10월에 해체되어 barker가 기념물로 보관하고 있다고 한다.

### 조국의 밤을 지키는 소프위드 카멜
카멜전투기의 가장 중요했던 임무는 모국 방어이다. RNAS(왕립 비행대)는 1917년 7월 독일의 Gotha 폭격기를 막기 위해 Eastchurch 비행장과 Manston 비행장에서 수많은 카멜이 날아들었다. 그 폭격으로 런던 방어에 좋지 않은 소식이 있자, 왕립비행대에서 프랑스로 보낼 카멜 전투기들을 보류하고 모국을 방어하는 제 44 왕립비행대로 보내졌다. 독일에서 주간 폭격에서 야간 폭격으로 바꾸어도, 항법 조명등과 함께 야간에 보낼 카멜 전투기들은 충분했었다. 야간에 보내질 카멜 전투기들은 빅커스 기관총 대신 조종사가 아닌 사수가 쏘는 날개 위의 한 쌍의 루이스 기관총으로 바뀌었다. 이렇게 변신한 카멜은 곧 "Sopwith Comic"으로 더 잘 알려지게 되었다.야간에서도 잘 보는 조종사와 빅커스 기관총과는 호환이 안되는 소이탄을 쓰는 비행기였다.1918면 3월에 모국 방어에 필요한 모든 장비들이 갖추어 졌다. 1918년 8월, 7개의 소대가 5개월 동안 서부전선의 독일 전투기 26대를 격추하고 야간에 독일 비행장으로 침입하는 등 야간 전투기로 쓰였다.

### 지상공격
1918년 중순,이제 주간에 다른 비행기(더 좋아진 기동성, 갈수 있는 고도가 높아짐)보다 성능(최고고도 3,650m)에서 떨어지는 카멜은 더 이상 생산되지 않았다.
하지만 그 전투기들은 다른 전투기들을 도와 지상공격을 감행하는데 아직 쓸모가 있었다. 1918년 3월, 카멜전투기들은 한 층 더 발전된 독일 육군을 괴롭히고, 아주 많은 손해를 보게 한 동시에 아주 낮은 고도에서 폭탄을 떨어뜨리기도 하였다. 오랜 개발로 소프위드 카멜은 소프위드 스나이퍼로 변신했고, 휴전 전까지 사용되었다.

## 소프위드 카멜의 특징
- 승무원: 1
- 길이: 18피트 9 (5.71 M)

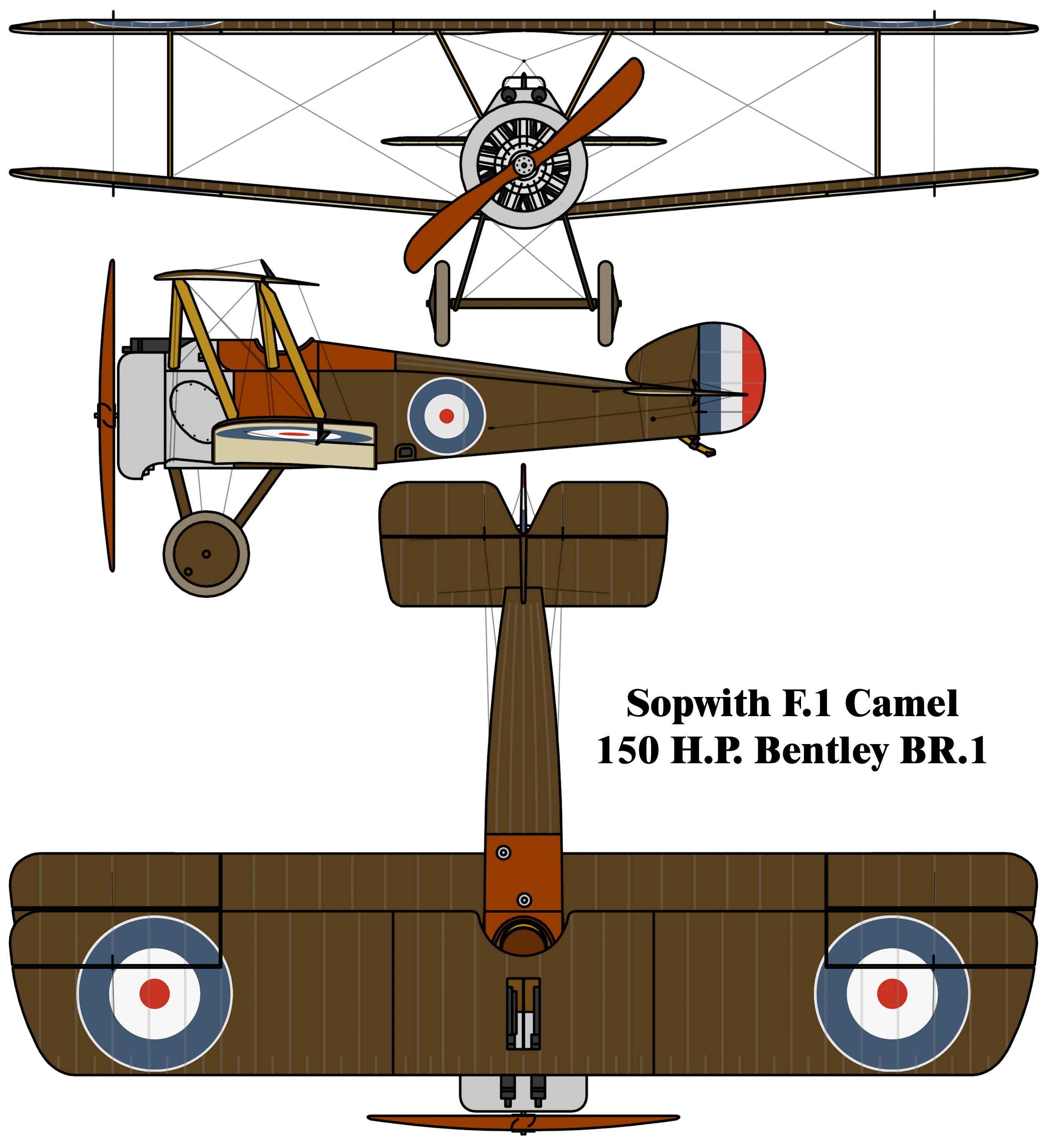

- 날개 길이: 관련 26피트 11 (8.53 M)
- 높이: 8피트 6 (2.59 M)
- 날개 면적: 2백31피트 ² (21.46 m2)
- 비무장 중량: 930파운드 (420 kg)
- 완전무장 중량: 1,455파운드 (660 kg)
- 동력원: 1 × Clerget 9B 9 실린더 로터리 엔진, 130 HP (97 kW 급)
- 제로 리프트 드래그 계수: 0.0378
- 8.73 피트 ² (0.81 mm2): 영역을 드래그
- 화면 비율: 4.11
- 최대 속도: 115mph (185kmh)
- 스톨 속도: 48mph (77kmh)
- 범위: 300 마일 페리 (485km)
- 최고 고도: 21,000피트 (6천4백m)
- 상승의 속도: 1천85피트 / 분 (5.5 m / s)의
- 윙 로딩: 6.1 파운드 / 피트 ² (30.8 kg / mm2)
- 전원 대비 질량: 0.09 HP / 파운드 (150 W / kg)
- 리프트 대 드래그 비율:  7.7
- 기총: 2 × 0.303의 (7.7 mm) 비커스의 기관총

### 소프위드 카멜의 엔진
- 130마력 Clerget 9B Rotary (기본 엔진)
- 140마력 Clerget 9Bf Rotary
- 110마력 Le Rhône 9J Roatry
- 150마력 Bentley BR1 Rotary
- 100마력 Gnome Monosoupape 9B-2 Rotary
- 150마력 Gnome Monosoupape 9N Rotary

이 당시 비행기들의 엔진은 보통 실린더를 달은 자동차나 오토바이의 로터리엔진으로 채택되었다.1906년에 그랑프리 레이스에 참가한 르노 경주용 자동차가 4개의 실린더를 사용한 것을 보면 자동차나 오토바이에 사용되던 엔진은 날기위해서 일으킬 힘을 실어주는 실린더 수가 부족했다. 그래서 비행기의 엔진 중 실린더를 최대로 늘려 9개를 달 수 있었다. 하지만 실린더에서 나오는 발열이 심해서 실린더를 식혀줄 냉각 장치를 더하면 비행기 자체가 너무 무거워 졌다.그래서 솝위트 사 엔지니어들은 무거워진 기체에서 무엇을 뺄지 고민하고 있었다.갑자기 누군가가 냉각 장치를 없애 무게도 줄이고 실린더의 온도를 낮추어 줄 방법을 고안하다가, 비행기가 움직이는데 필요한 힘=프로펠러를 돌린다.실린더도 돌리면 프로펠러의 회전에 따라 실린더도 같은 회전수로 회전하며 공랭식으로 온도를 낮추는 방법을 고안하게 된다.(원래는 로터리엔진이 자동차에서 수냉식으로 사용되어왔다.)
이 엔진을 작동시키면 오른쪽 뱡향으로 돌게 되는데('The result of this torque was a significant "pull" to the right')이것이 솝위트 카멜에 아주 심각한 문제를 안겨주었다.오른쪽으로 방향을 틀으려 하면 카멜 전투기는 아래로 향했고, 상승하기 위해 위쪽으로 방향을 틀으려 하면 카멜 전투기는 오른쪽으로 향하는 등 자신이 가려는 방향에서 90도(직각)을 빼야했다. 그래야 자신 원하는 방향으로 카멜 전투기가 갔었다.그런 결과 이 전투기에서 살아남아 경험을 쌓고 쌓은 파일럿들은 카멜 전투기의 방향에 대한 특성을 이해하고 공중전에서 뛰어난 기동을 부렸다.
Gnome의 "Mono"엔진은 쓰로틀이라는 것을 가지지 않았다. 그리고 "쓰로틀"을 힘껏 당기는 것이 시동을 켜는 것이었다.(쓰로틀을 여기서 적용한 뜻은 '조절판'라는 뜻이다.)그들은 쓰로틀되었다 라고할 수 있는데, 선택자(조종사)가 착륙을 하기 위해 실린더가 실어주는 힘을 낮춘다. 하지만 이 기종에 달린 엔진은 단지 연료혼합물을 조절해서 엔진 점화 스위치를 이용해 엔진의 시동을 건 후 끄고 또다시 건 후 끄는 식으로 속도를 줄여서 착륙을 시도하였다.
Sopwith Camel F.1
- 단좌식 주력 전투기이며 Vickers 기관총을 장착했다.

Sopwith Camel 2F.1
- 영국에서 상선을 개조해 만든 HMS Argus호(항공모함 아거스호)에서 사용하기 위해 만들어진 함재기형태로 만들어졌던 기종
- 짧고 얇은 날개와 ('overwing')lewis Gun과 Bentley엔진을 장착한 기종이다.

Sopwith Camel "Comic" night fighter
- "Comic"이 비공식적인 별칭으로 불리는 이 기종은 Sopwith 1½Strutter 라고도 불린다.
- 조종석이 약간 움직였다.
- 독일군의 야간 공습에 대응하기 위한 소대에 사용되는 기종으로 2정의 Vickers 기관총에서 2정의 Lewis Gun으로 바꾸고, 날개위로 기관총을 발사 할 수 있도록 하였다.

F.1/1
- 날개의 폭이 좀더 가늘어진 기종이다.

(Trench Fighter) T.F.1
- 장갑이 더 두꺼워진 기종.
- 경험이 많은 조종사를 태워 참호 등을 폭격하는 데에 이용된 기종이다.

총 이용된 부대
호주(Australia)
Australian Flying Corps
No. 4 소대 AFC in France.
No. 5 (Training) 소대 AFC in the United Kingdom.
No. 6 (Training) 소대 AFC in the United Kingdom.
No. 8 (Training) 소대 AFC in the United Kingdom.
벨기에(Belgium)
Groupe de Chasse
9ème Escadrille de Chasse
11ème Escadrille de Chasse
캐나다(Canada)
Royal Canadian Air Force
에스토니아(Estonia)
Estonian Air Force
그리스(Greece)
Hellenic Navy
라트비아(Latvia)
Latvian Air Force
네덜란드(Netherlands)
Royal Netherlands Air Force
폴란드(Poland)
Polish Air Force operated 1 Camel post-war (1921)
Sweden
Swedish Air Force
영국(United Kingdom)
Royal Flying Corps / Royal Air Force
No. 3 소대 RAF No. 17 소대 RAF No. 28 소대 RAF No. 37 소대 RAF No. 43 소대 RAF No. 44 소대 RAF No. 45 소대 RAF No. 46 소대 RAF
No. 47 소대 RAF No. 50 소대 RAF No. 51 소대 RAF No. 54 소대 RAF No. 61 소대 RAF No. 65 소대 RAF No. 66 소대 RAF No. 70 소대 RAF
No. 71 소대 RAF No. 73 소대 RAF No. 75 소대 RAF No. 78 소대 RAF No. 80 소대 RAF No. 81 소대 RAF No. 89 소대 RAF No. 94 소대 RAF
No. 112 소대 RAF No. 139 소대 RAF No. 143 소대 RAF No. 150 소대 RAF No. 151 소대 RAF No. 152 소대 RAF No. 155 소대 RAF No. 187 소대 RAF
No. 188 소대 RAF No. 189 소대 RAF No. 198 소대 RAF No. 201 소대 RAF No. 203 소대 RAF No. 204 소대 RAF No. 208 소대 RAF No. 209 소대 RAF
No. 210 소대 RAF No. 212 소대 RAF No. 213 소대 RAF No. 219 소대 RAF No. 220 소대 RAF No. 222 소대 RAF No. 225 소대 RAF No. 230 소대 RAF
No. 233 소대 RAF No. 273 소대 RAF
영국 왕립 해상 비행대Royal Naval Air Service
No. 1 소대 RNAS No. 3 소대 RNAS No. 4 소대 RNAS No. 6 소대 RNAS No. 8 소대 RNAS No. 9 소대 RNAS No. 10 소대 RNAS No. 13 소대 RNAS
미국(United States)
United States Army Air Service
9th Aero 소대[5] 17th Aero 소대[6] 27th Aero 소대[7] 37th Aero 소대[8] 148th Aero 소대

## 같이 보기
- 포커 Dr.I